# Ahmed Yasser
Ahmed Yasser Elmohamady Abd Elrahman (in arabo أحمد ياسر المحمدي ‎?; Doha, 17 maggio 1994) è un calciatore qatariota, centrocampista della nazionale qatariota, attualmente svincolato.

## Biografia
Nato a Doha, da una famiglia egiziana.Suo padre Yasser Elmohamady era un calciatore egiziano degli anni '70. È il fratello di due calciatori che giocano nella nazionale qatariota, Hussein Yasser e Mohammed Yasser.

## Carriera

### Lekhwiya
Yasser ha iniziato a giocare a calcio frequentando l'Aspire Academy in Qatar. Nel 2011 è entrato a far parte del Lekhwiya. Yasser ha fatto il suo debutto in campionato l'8 aprile dell'anno seguente, giocando contro l'Al-Kharitiyath.
Yasser ha iniziato a giocare più regolarmente nelle seguenti partite, essendo utilizzato principalmente nella AFC Champions League. Ha fatto il suo debutto nella competizione il 1 maggio 2012, nella sconfitta per 3-0 contro l'Al-Ahli.
Il 2 gennaio 2014, mentre giocava con la nazionale qatariota, Yasser è stato sospeso dalla Qatar Football Association per problemi disciplinari. Fu sospeso fino alla fine della stagione.

### Cultural Leonesa
Il 14 luglio 2017, si trasferisce in prestito a in Segunda División al Leonesa.Ha fatto il suo debutto il 10 settembre, nel pareggio per 4-4 in casa contro il Real Valladolid.
Yasser ha segnato il suo primo gol all'estero il 17 settembre 2017, segnando il gol vittoria nel successo casalingo per 3-2 contro l'Huesca.

### Vissel Kobe
Nell'agosto 2018, Yasser è stato ceduto in prestito al club giapponese del Vissel Kōbe..